# 15453 Brasileirinhos
15453 Brasileirinhos è un asteroide della fascia principale. Scoperto nel 1998, presenta un'orbita caratterizzata da un semiasse maggiore pari a 2,9087733 UA e da un'eccentricità di 0,0799460, inclinata di 3,13741° rispetto all'eclittica.